# 올데아두나트
올데아두나트(Sminthopsis ooldea)는 주머니고양이목 주머니고양이과에 속하는 유대류의 일종이다. 이 종을 발견한 트라우턴(Troughton)의 이름을 따서 트라우턴두나트라고도 부르며, 털북숭이발두나트와 유사한 오스트레일리아 유대류이다. 상체는 회색빛 노란색을 띠며 하체는 흰색이고 머리 윗쪽과 이마 그리고 눈 앞에 검은 반점이 있으며, 가는 당근 모양의 꼬리 털은 핑크색을 띤다. 전체 몸길이는 115~173mm, 평균 몸길이는 55~80mm, 꼬리 길이는 60~93mm이다. 귀 길이는 14~17mm이고, 몸무게는 10g과 18g 사이이다.

## 분포 및 서식지
노던 준주의 타나미 사막과 남쪽으로 사우스오스트레일리아주의 올데아 지역 그리고 동쪽으로 [웨스턴오스트레일리아]] 인근 지역에서 발견된다. 서식지는 건조한 유칼립투스 숲과 아카시아 삼림, 히스 황야의 말리 관목 숲과 덤불 초원, 저지대 관목 지대와 앞이 트인 덤불 숲과 키 큰 관목 지대이다.

## 습성 및 번식
울데아두나트는 9월과 11월 사이에 8마리의 새끼를 낳지만, 연구가 많이 이루어지지 않아서 잘 알려져 있지 않다. 야행성 동물이며 굴 속 또는 나무 구멍 속에서 발견된다.

## 먹이
수집된 증거에 의하면 곤충을 먹이로 먹는 것으로 추정하고 있다.